# Asimetría

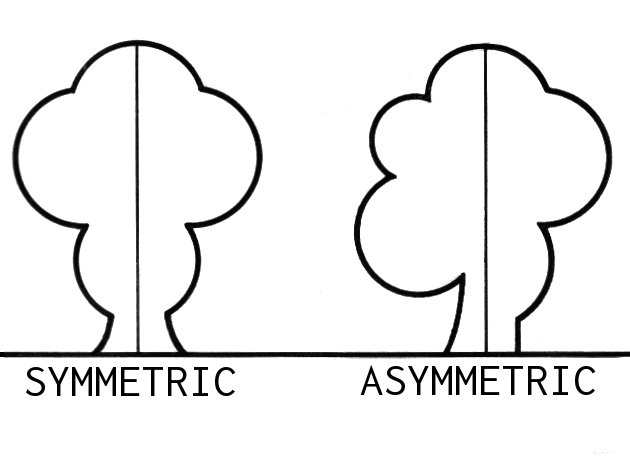

La asimetría es una propiedad de determinados cuerpos, dibujos, funciones matemáticas y otros tipos de elementos en los que, al aplicarles una regla de transformación efectiva, se observan cambios respecto al elemento original. En estadística, el concepto de asimetría de una distribución indica la deformación horizontal de las distribuciones de frecuencia. Surge una discordia cuando no somos capaces de reconocer qué parte es la original de la asimetría. Que son iguales de los dos lados. En matemática se dice que una función no es par, cuando esta es asimétrica con respecto al eje.

## Características
Además de la posición y la dispersión de un conjunto de datos, es común usar medidas de forma en su descripción. Una de estas medidas es una estadística que busca expresar la simetría (o falta de ella) que manifiestan los datos, denominada coeficiente de asimetría. 
La diferencia de una observación respecto del promedio de los datos se encuentra elevada al cubo. Esto tiene como resultado que, observaciones alejadas del promedio, aportan un gran valor a la suma; ya sea positivo o negativo. En consecuencia, si los grandes valores de la diferencia están producidos por datos mayores que el promedio, el coeficiente tenderá a ser positivo. Si, por el contrario, predominan observaciones muy menores que el promedio, el coeficiente será negativo. Si, finalmente, las observaciones presentan un alto grado de simetría respecto al promedio, el coeficiente asumirá valores cercanos a cero o a un infinito que está correlacionado con el número de la varianza o el intervalo de clase, o se declara en forma racional con el conjunto matemático de medidas longitudinales.
La asimetría no es algo difícil de entender, solo se debe tener en cuenta que ambos lados de la obra deben ser diferentes. La asimetría es todo lo contrario a la simetría ya que con esta se busca hacer una diferencia en ambos lados del cuadro como lo podemos ver en la imagen vista anteriormente.